# Cornberg
Cornberg település Németországban, Hessen tartományban. Lakosainak száma 1321 fő (2023. december 31.). Cornberg Bebra és Nentershausen (Hessen) községekkel határos.

## Fekvése
Sontrától nyugatra fekvő település.

## Története
Cornberg neve 1296 körül tűnt fel tűnt fel az oklevelekben az itt épült bencés kolostorral kapcsolatosan, majd neve a Richelsdorfer hegység Rockensüß kerületének réz bányászatával kapcsolatosan 1938-1941 között tűnt fel ismét.
1964-ig, az egykori kolostor állami kézben volt, 1946-ban tulajdonosa a Hessen tartomány volt. A kolostor körül 1957-1973 között a romos gazdasági és lakóépületeket lebontották.

## Galéria

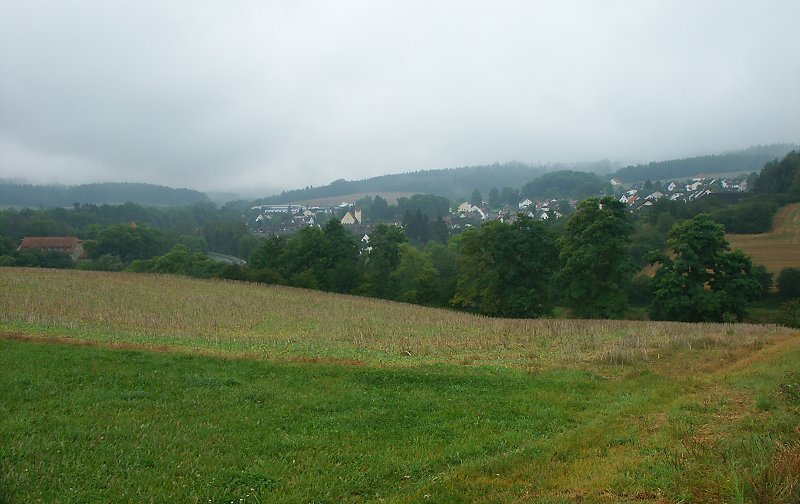
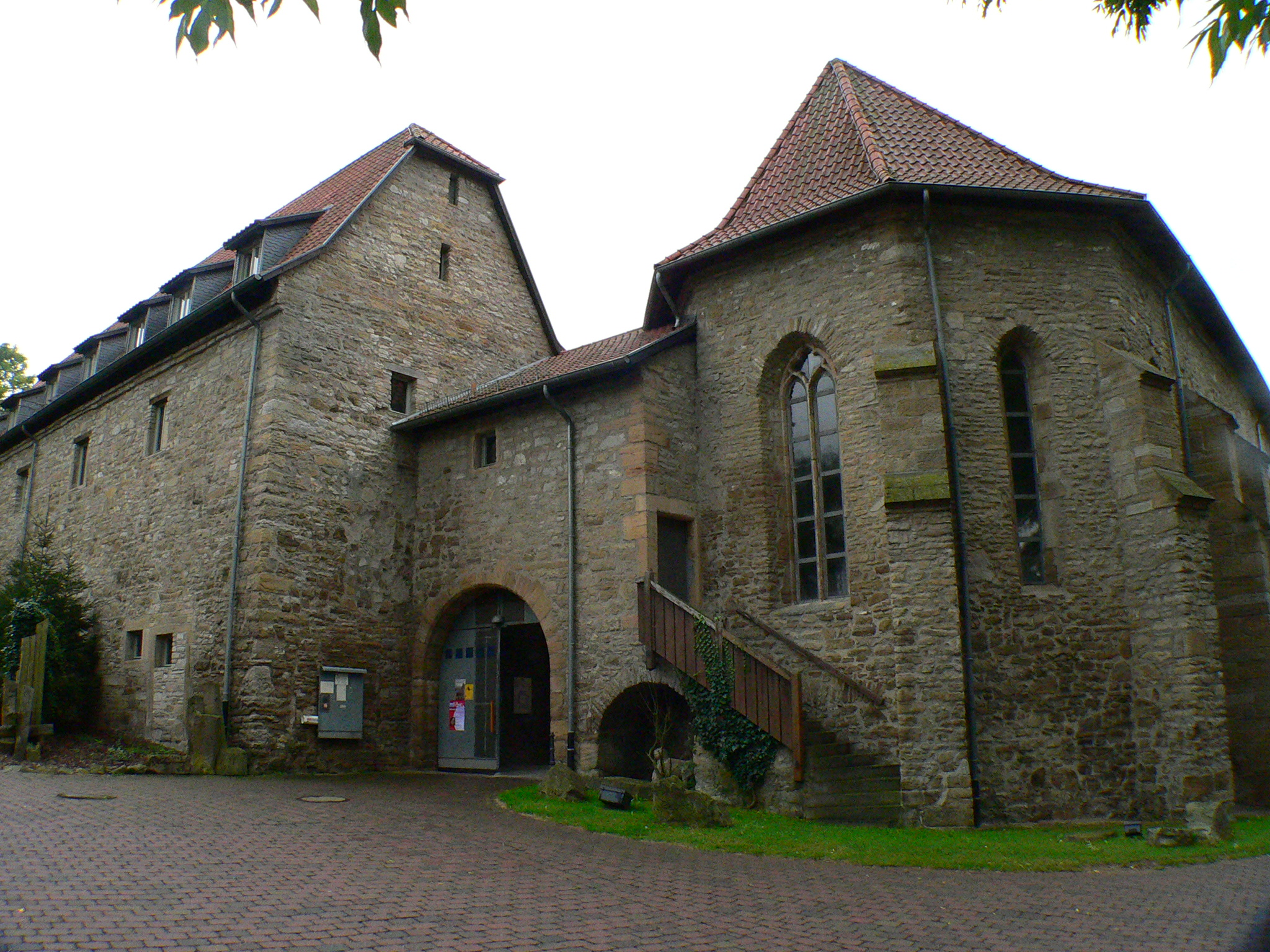
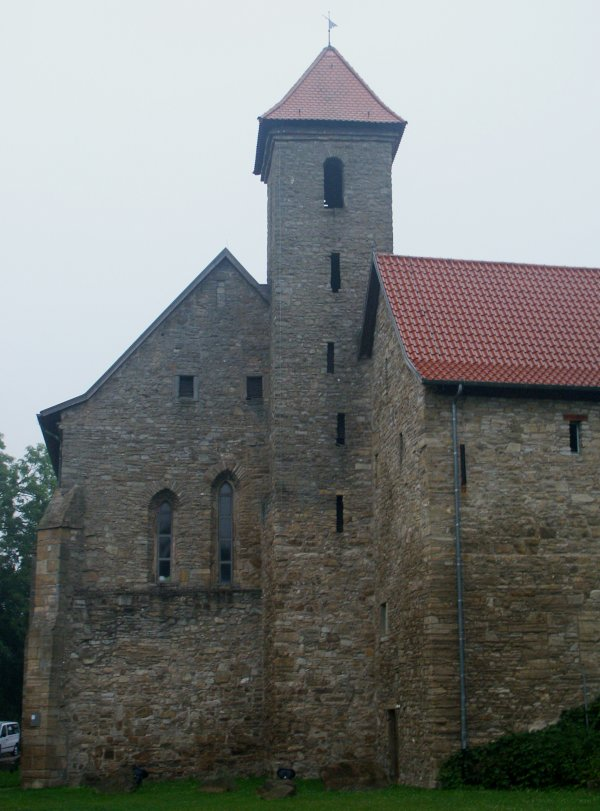

## Népesség
A település népességének változása:
| Lakosok száma | 1347 | 1346 | 1349 | 1355 | 1321 |
|               | 2017 | 2019 | 2021 | 2022 | 2023 |